# Ékfarkú halfarkas
Az ékfarkú halfarkas (Stercorarius parasiticus) a madarak (Aves) osztályának lilealakúak (Charadriiformes) rendjébe, ezen belül a halfarkasfélék (Stercorariidae) családjába tartozó faj.

## Rendszerezése
A fajt Carl von Linné svéd természettudós írta le 1758-ban, a Larus nembe Larus parasiticus néven.

## Előfordulása
Az északi-sarkkör szélességén és annak közelében költ. Fészkelőhelyei Alaszkától kezdve Kanada sarkköri területein, Grönlandon és Észak-Európán át egészen Kelet-Szibériáig megtalálhatók. Hosszútávú vonuló, a telet főként a déli féltekén tölti. Természetes élőhelyei a tundrák, tavak közelében,  tengerpartok és a nyílt tengerek.

### Kárpát-medencei előfordulása
Magyarországon rendszeres átvonuló, kis számban többnyire nyár végén és ősszel.

## Megjelenése
Testhossza 41–46 centiméter, szárnyfesztávolsága 110–125 centiméter, testtömege 330-570 gramm. A felnőtt madár hátoldala sötétbarna, hasoldala túlnyomórészt barna. Két színváltozata létezik: egy világosabb és egy sötétebb árnyalatú, valamint számtalan átmeneti forma. A szárnyakon világosabb foltok láthatók. A két középső kormánytoll hosszabb a többinél, vége hegyes és a költési szezon vége felé gyakran eltörik. A fiatal madár tollazata sötétbarna, a szárnyán világosabb rajzolat található. A meghosszabbodott középső faroktollak hiányoznak.

## Életmódja
A költési szezont kivéve túlnyomórészt magányos, de ekkor is csak a párját tűri meg a revír területén. Tápláléka halakból, madarakból, tojásokból, rovarokból, emlősökből és bogyókból áll. Táplálékparazita, ahelyett, hogy maga halászna, hagyja, hogy más madarak gyűjtsék össze a táplálékot, s azután elveszi tőlük. A tengerpartok közelében a fészkek kifosztására "szakosodott". A halfarkas kedvenc áldozatai a csérek, bár azok is mesterien repülnek. Az állandó támadások hatására a csér elengedi a halat, mire a halfarkas megfordul, és elkapja azt a levegőben. E madár 18 évig is élhet.
|  |  |

## Szaporodása
Az ivarérettséget 4–5 évesen éri el. A költési szezon május–július között van. Évente egyszer költ. Egy fészekaljban 1–3, többnyire 2 zöld vagy barna sötétbarnán pettyezett tojás található. A tojásokon mindkét szülő 25–28 napig felváltva kotlik. A fiatal madarak 25–30 napos korukban repülnek ki.
|  |

## Természetvédelmi helyzete
Az elterjedési területe rendkívül nagy, egyedszáma nagy és stabil. A Természetvédelmi Világszövetség Vörös listáján nem fenyegetett fajként szerepel. Magyarországon védett, természetvédelmi értéke 25 000 Ft.